# 陶興明
陶 興明（すえ おきあき）は、室町から戦国時代に掛けての武将。大内氏家臣。通称は五郎。陶弘護の次男。兄に武護、弟に興房。

## 生涯

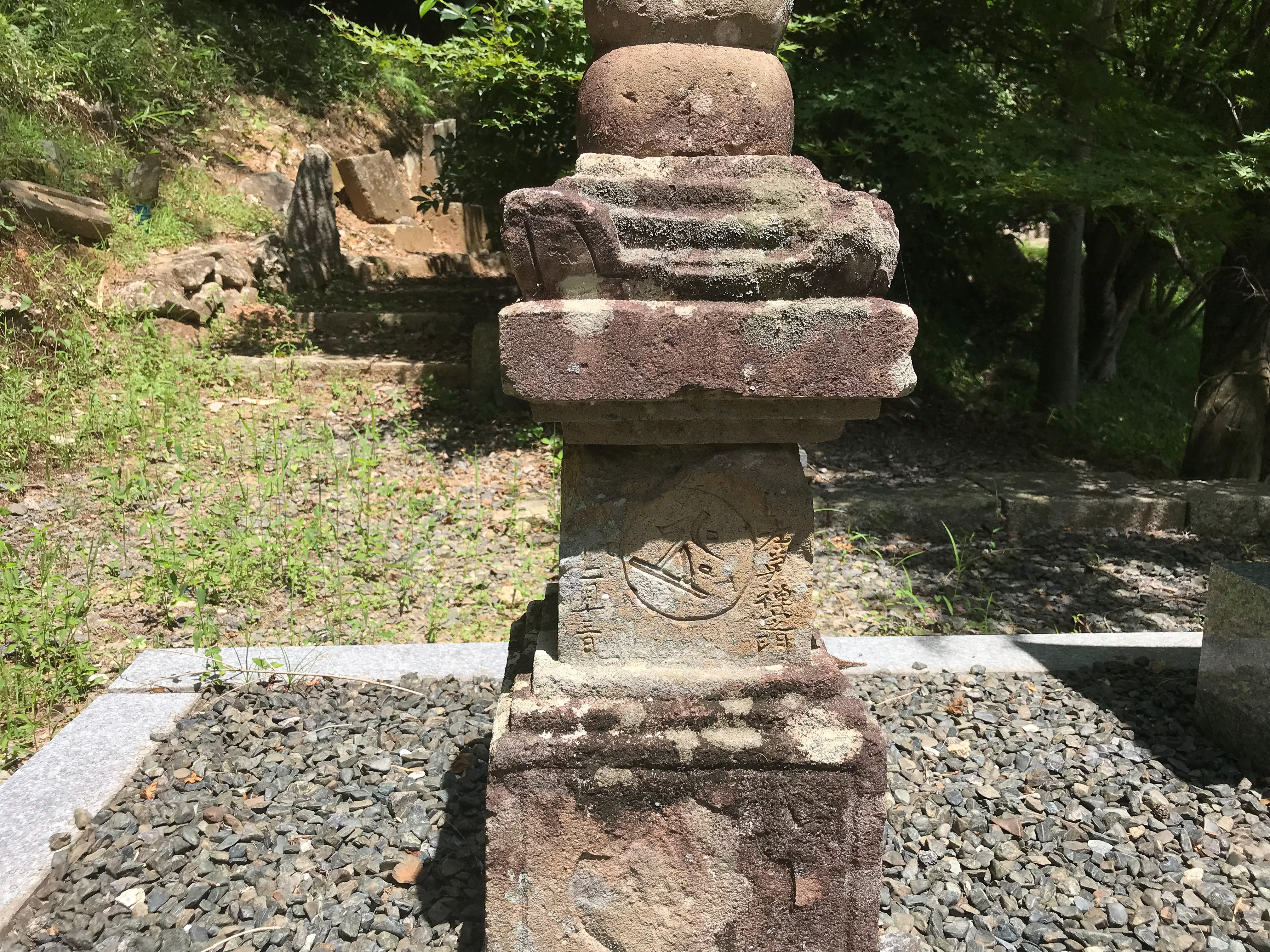
龍豊寺（山口県周南市大道理）にある陶興明供養のための宝篋印塔。

文明9年（1477年）興明は陶弘護の次男として生まれた。母は石見国人益田兼堯の娘。興明が6歳の頃、文明14年（1482年）5月に父弘護が山口の築山館で石見国人吉見信頼に殺害される。父の跡は兄の武護が継いだ。

### 家督相続
兄武護は延徳2年（1490年）10月に陶氏の本拠地である周防国都濃郡富田保の神社へ所領を宛行うなど、当主として活動していた。しかし、その2年後の延徳4年（1492年）7月、武護は摂津国天王寺において出家遁世してしまう。これにより、興明が家督を相続することとなった。
興明が新当主として活動していたことは、当時の史料で確認できる。1493年に興明名義で発給した文書である石見国人益田氏との音信をはじめ、周防国都濃郡末武保の日面寺の寺領安堵、周防国都濃郡富田保別所にあった満願寺の住持職と寺領の安堵など、興明の発給文書が残されている。

### 最期
明応4年（1495年）2月13日、周防国富田の居館において、興明は兄武護（当時は宗景と名乗っていた）によって討ち取られた。興明の母（弘護室）の益田氏が開基となった龍豊寺（山口県周南市大道理）の過去帳には、「春圃孝英大禅定門　明応四年二月十三日　生年十九歳」とある。「春圃孝英」は興明の法名と推定されるので、興明の享年は19歳であったことが分かる。
興明を討った武護のその後については、政弘の承認を得た大内義興が明応4年2月23日付で安芸国人阿曽沼氏に安芸国能美島（広島県江田島市）周辺での武護捜索を命じて、武護は高野山に赴き、最期は姫山（現・山口市）で討死した。
興明の跡は弘護三男（興明の弟）の興房が継いだ。